# Avelãs de Caminho
Pour les articles homonymes, voir Avelãs.
Avelãs de Caminho est une paroisse civile portugaise (en portugais : freguesia) de la municipalité d'Anadia dans le district d'Aveiro.

## Démographie
Lors du recensement de 2021, Avelãs de Caminho compte 1 294 habitants. C'est ainsi la paroisse la moins peuplée d'Anadia.